# Roger Gérard
Roger Gérard-Bécuwe est un compagnon de la Libération né le 17 mai 1898 à Paris, où il est mort le 18 décembre 1968 .

## Biographie
Fils d'un ingénieur centralien et industriel, il suit ses études à Saint-Jean-de-Béthune à Versailles, s'engage volontairement dans l'aviation en 1916 et, obtenant son brevet de pilote de chasse en avril 1918, est affecté en octobre 1918 au groupe de chasse SPA 168 ("Les Cigognes"), abattant un Fokker allemand le 30 de ce même mois.
Après la Guerre, tout en restant capitaine de réserve dans l'Armée de l'air, il se consacre à l'industrie et à l'aviation, réalisant des vols à travers l'Europe et l'Afrique du Nord, ainsi que des rallyes aériens. Il est employé par le 2e Bureau de l'Armée de l'air afin de remplir des missions photographiques de 1936 à 1939.
Mobilisé comme capitaine au Groupe de chasse 1/3 en 1939, sur un Morane-Saulnier MS.406, il obtient, le 24 septembre, une des toutes premières victoires aériennes de toute la guerre. À partir de mai 1940, il remporte trois nouvelles victoires aériennes (plus une probable).
Reprenant contact avec le colonel Georges Ronin après l'Armistice, son ancien chef au 2e Bureau de l'Armée de l'air, il lui transmet des renseignements industriels. Il prend par la suite contact avec Jacques Robert-Rewez, du réseau "Phratrie", qu'il rejoint. Il s'y spécialise dans le renseignement sur les aérodromes allemands et les industries travaillant pour l'Allemagne. 
Roger Gérard prend la tête de la filière d'évasion "Margot" à Paris en février 1943, puis, en octobre suivant, il est envoyé en mission à Londres par Antoine Masurel. Il y suit notamment un stage au Bureau central de renseignements et d'action (BCRA). Il est ensuite chargé du recueil d'informations sur l'aéronautique allemande. Il se rend ainsi en Allemagne où il prend contact avec des ouvriers étrangers de la société Messerschmitt, auprès desquels il récupèrent d'importantes informations. Il fait transmettre son rapport à Londres en décembre suivant.
Arrêté par la Gestapo en mars 1944, il est alors emprisonné à Fresnes.
Après la Libération, il devient ingénieur-conseil de la Société générale de fonderie ainsi que président de la commission de tourisme de la Fédération aéronautique internationale (FAI), membre de l'Aéro-club de France et de l'Automobile Club de France.

## Décorations
- Commandeur de la Légion d'honneur
- Compagnon de la Libération par décret du 20 janvier 1946[1]
- Croix de guerre 1914–1918 (1 citation)
- Croix de guerre 1939–1945 (4 citations)
- Médaille de l'Aéronautique